# As Três Idades do Homem (Ticiano)

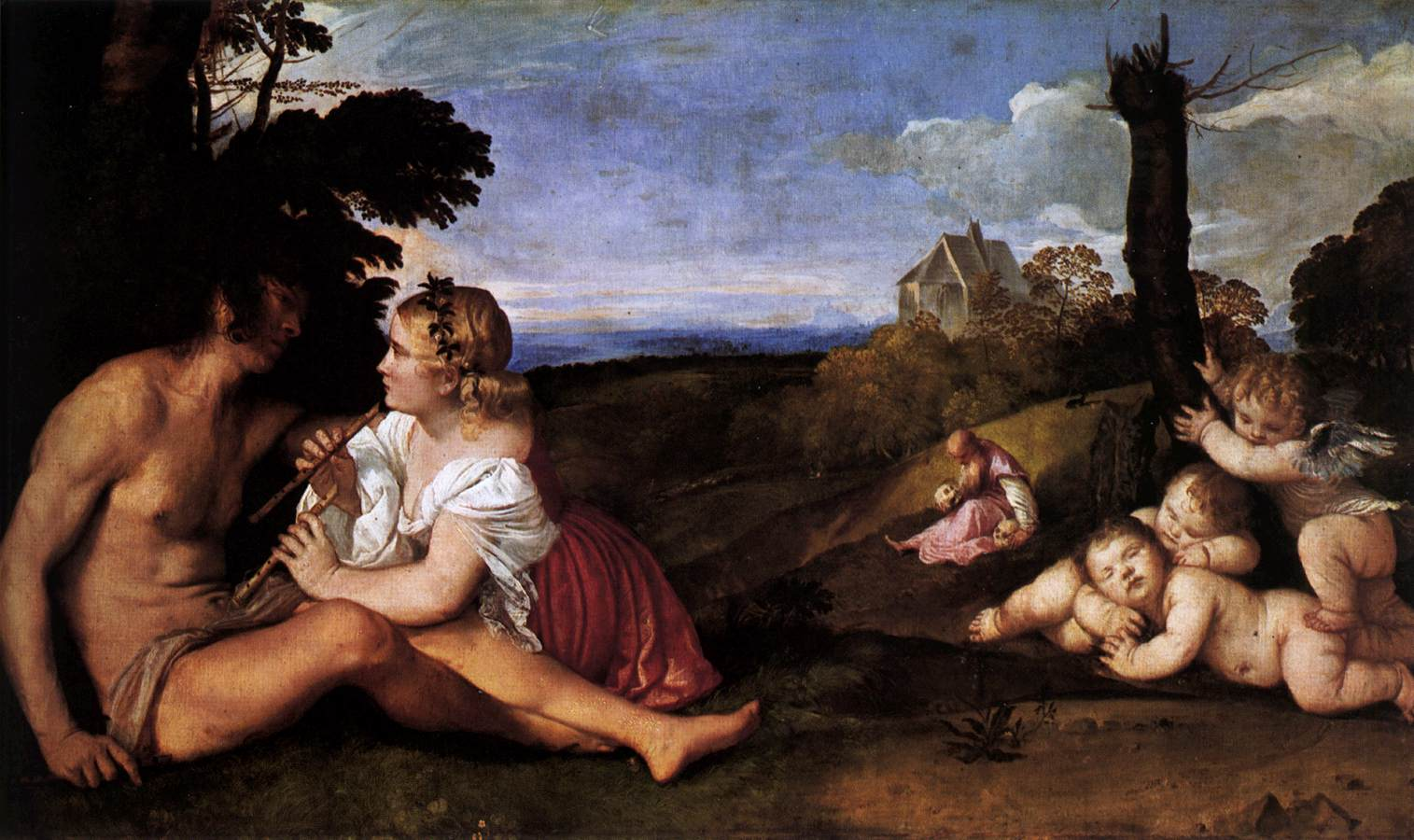
As Três Idades do Homem

As Três Idades do Homem (Tre età dell'uomo) é uma pintura a óleo sobre tela de Tiziano, datada de cerca de 1512 e conservado na National Gallery of Scotland de Edimburgo. 

## Descrição e estilo
Numa serena paisagem campestre, encontram-se três grupos de figuras, a uma distância diferente do espectador. À esquerda, um homem meio nu e sentado no chão que se reclina para a jovem vestida que está junto a si e que está prestes a tocar uma flauta dupla; ao centro, à distância, um velho que medita sobre a morte segurando dois crânios; à direita, a meia distância, três infantes, dois adormecidos e um levantado com asas que procura subir um tronco seco. A paisagem, por sua vez, desdobra-se numa sucessão de colinas, vistas de cima, até um horizonte azulado indefinido.
Se são óbvias as referências giorgionescas, seja na configuração, seja no tema de evocação simbólica enigmática, também é típica de Tiziano a firme e verdadeira representação dos personagens. O tema desta pintura é geralmente indicado como sendo a representação das três idades do homem, ou seja, a infância, a idade adulta e a velhice, especialmente relacionadas com o tema do amor. À direita as crianças ainda dormem, mas Cupido, elevando-se junto ao tronco, indica o desejo de crescer e ser como os jovens amantes à esquerda. Por sua vez, na velhice, a idade da solidão, os pensamentos respeitam à partida iminente, com os dois crânios que relembram a transitoriedade do amor sensual, recordando a igreja ao fundo a promessa da vida eterna no céu.

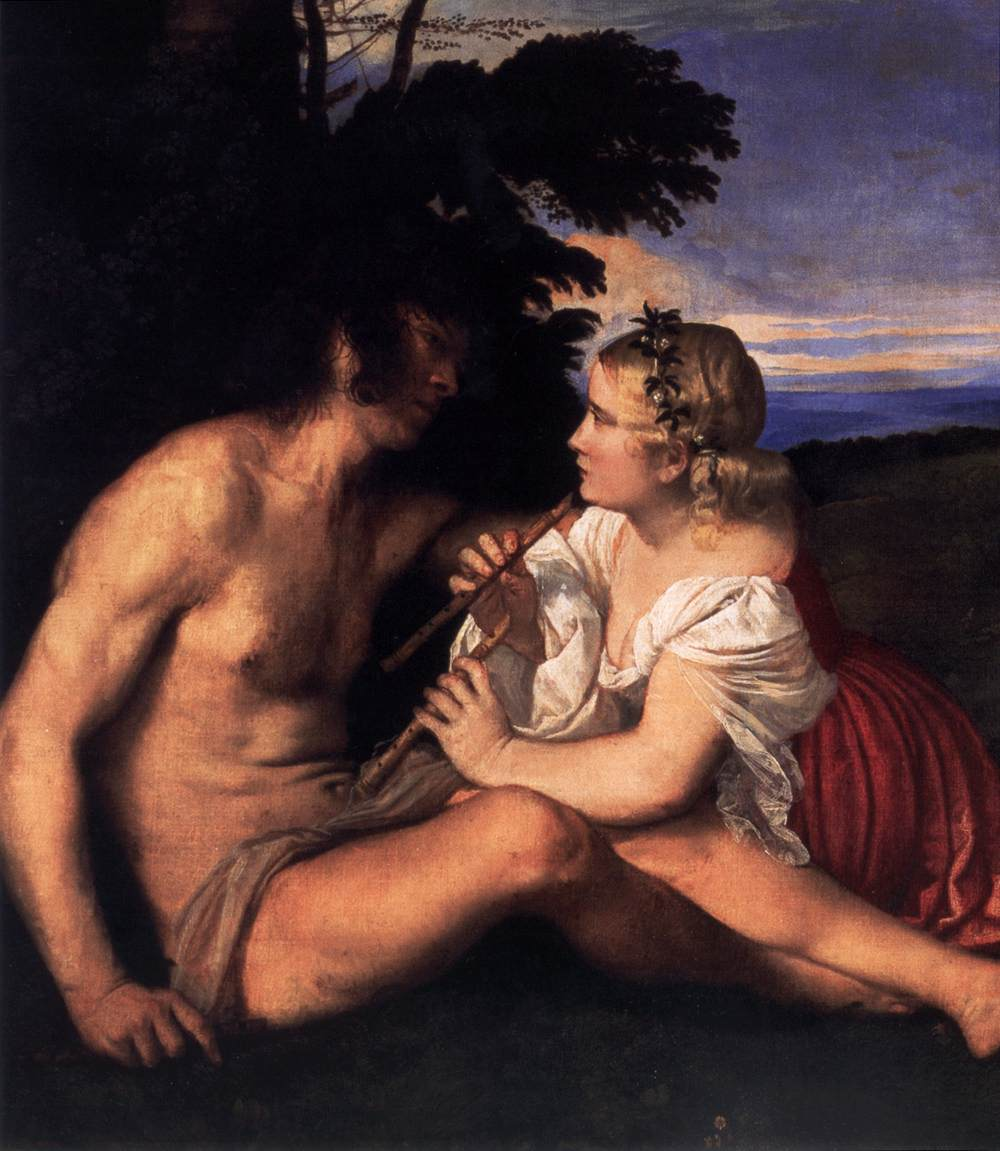
Detalhe

## História
Esta obra foi tradicionalmente identificada com a pintura que Vasari afirma que Ticiano pintou, após regressar de Ferrara, e datada de 1515. Os críticos têm-na porém datado ligeiramente mais cedo, devido aos três meninos dormindo na direita, inspirados evidentemente no Tondo degli innocenti de Romanino (Musei Civici agli Eremitani de Padova), que data de 1513.
Após ser pintada, a obra-prima chegou às mãos de Matthaus Hopfer. Sabe-se que este teve uma casa em Grottenau cheia de afrescos de 'fábula poética'. Após a sua morte, em 1611, foi transmitida à família Ebert, antes de ser colocada no mercado de Augsburg. Em 1662, a rainha Cristina da Suécia passou por esta cidade no caminho da Holanda para Roma, constando a obra da lista da sua coleção no Palácio Riario em Roma em 1662.
O príncipe italiano de Odescalchi deu-a ao Duque de Orléans em 1722, tendo permanecido na coleção de Orleães até 1798. Foi comprada juntamente com grande parte dessa coleção por Francis Egerton, 3º Duque de Bridgewater, cujos descendentes mais tarde depositaram toda a sua coleção na Galeria Nacional da Escócia para guarda e exposição.
Conhecem-se várias cópias, das quais uma das melhores se encontra na Galeria Doria em Roma.

## Ligação externa
- Sítio oficial do museu Galeria Nacional da Escócia, Edimburgo,

- Este artigo foi inicialmente traduzido, total ou parcialmente, do artigo da Wikipédia em italiano cujo título é «Tre età dell'uomo (Tiziano)».